# 森田夢
森田 夢（もりた ゆめ、2013年7月18日 - ）は、日本の子役。
クラージュキッズ所属していた。

## 人物
- 同じ事務所に所属する兄が1人いる。
- 兄は、ゴーゴーキッチン戦隊クックルンで4代目クックルンのフキノスケを演じていた森田拳である。
- 数々のドラマ、CM等に出演しており、兄との共演もある。
- 現在、事務所の公式プロフィールが削除されている。

## 出演

### 映画
- 「浅田家!」 - 内海真子 役
- 「酔うと化け物になる父がつらい」 - 幼少期の田所フミ 役
- 「みとりし」 - 山本ひまり 役
- 「妖怪人間ベラ」

### ドラマ
- Netflix「愛なき森で叫べ」
- Netflix「followers」
- AbemaTV「フォローされたら終わり」
- NTV「イノセンス冤罪弁護士」第4話島の子供役
- AbemaTV「奪い愛、夏」
- TBS「義母と娘のブルース」
- NTV「探偵が早すぎる」
- NHK BSプレミアム「PTAグランパ2!」
- CX「隣の家族は青く見える」
- NTV「anone」第3話多可美の子供役
- CX「FINAL CUT」
- TX「3匹のおっさんスペシャル」

### バラエティ
- CX「痛快TVスカッとジャパン」ショートスカッと「スーパーの迷惑客」篇
- CX「キスマイ超BUSAIKU!?」企画VTR
- NTV「THE突破ファイル」再現VTR
- TX「今明らかになる日本史の新常識~教科書が変わった歴史の真相」
- NTV「行列のできる法律相談所」

### CM
- 学びWith「入学準備キャンペーン」
- 日本郵政グループ企業広告
  - 「そばにいるから、できること」篇
  - 「その町で~出会い」篇
  - 「はじめての通帳」篇
  - 「結婚式」篇
- 東京サマーランド
  - 「2018 Day Pool」篇
  - 「2018 Night Pool」篇　いづれも七女　いく子役
- SUZUKIスペーシアギア「休みの日　こどもたち」篇
- 花王メンズビオレ「タフになった新洗顔シート」篇
- 住友生命「1UP」

### WEB
- るるぶkids「葛西臨海公園バーベキュー広場で楽しめる、親子でラクチン!手ぶらでBBQ」

### YouTube
- 水溜りボンド　ドッキリ企画